# Strykowo

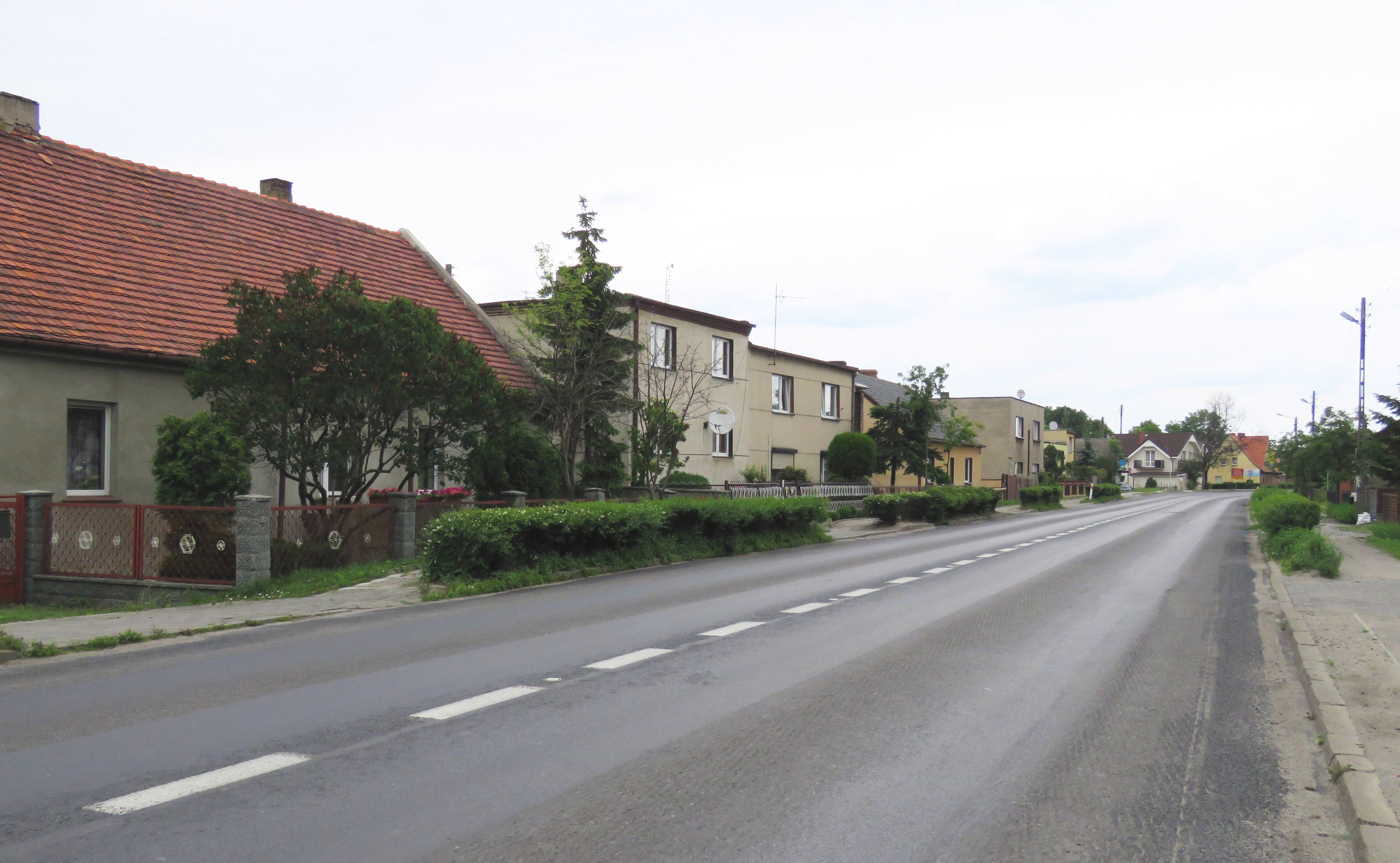
Landesstraße 32 in Strykowo

Strykowo ist ein Dorf in der Wojewodschaft Großpolen im Powiat Poznański in der Gemeinde Stęszew. Der Ort liegt 6 km westlich von Stęszew, 27 km südwestlich von Posen und hat ca. 1.300 Einwohner. 

## Geschichte (Auszug)
Von 1887 bis 1918 gehörte Strykowo zum Kreis Posen-West in der preußischen Provinz Posen. Nach der Unterzeichnung des Friedensvertrages von Versailles wurde dieser Kreis Posen-West auch offiziell an die Zweite Polnische Republik abgegeben.
Im Ort befanden sich vor 1860 zwei Güter, die des Rittergutsbesitzer Wilhelm Petzel-Dobrojewo und des Justizrat Moritz in Posen. In Strykowo lebten damals 360 Einwohner. Später ist nur noch ein Gutsbesitz nachgewiesen und wurde von der von Adelsfamilie von Treskow betrieben, die in der näheren Region schon mehrere Güter besaß. Bekannt wurde, dass der Oberleutnant a. D. Hans von Treskow (1866–1931), aus Owinsk stammend und verheiratet mit Johanna Richter (1870–1953), den Besitz Strykowo lange betreute. Nach ihm galt seine Schwester Margarete von Treskow-Owinsk (1868–1947) als Inhaberin. Sie wohnte lange in Berlin und dann im Schloss, mit ihrem Ehemann, den Generalmajor a. D. Wilhelm von Lewinski (1867–1942). Zeitweilig war der Ortsname, beweislich ohne Zutun der Gutsbesitzerfamilie, eingedeutscht, 1939–1943 in Ährenfeld und 1943–1945 Ährensee.
Im Dorf befindet sich die katholische Maximilian-Kolbe-Kirche. Sehenswert in Strykowo ist das Schloss von Treskow.

## Verkehr
Durch den Ort verläuft die Landesstraße 32. Seit 2024 hat Strykowo eine Umgehungsstraße.